# Ball Up Tour
Ball Up Tour lub Ball Up Streetball Tour – koszykarska trasa z udziałem streetballerów, promująca sportową markę koszykarską Ball Up, powstała w 2009 roku, jej twórcami są bliźniacy Demetrius i Nicholas Spencerowie.

## Ball Up Celebrity Streetball Games
Ball Up organizuje też Ball Up Celebrity Streetball Games, na które to spotkania są zapraszani aktorzy, piosenkarze, sportowcy oraz rozmaici celebryci. W przeszłości w spotkaniach tych brali udział m.in.: 
- aktorzy – Clark Gregg, Donald Faison, Brandon Routh, Robbie Jones, Anthony Anderson, Bill Bellamy, Cedric Kyles, Greg Finley, Joshua Morrow, James Lesure, Mark Curry, Tyrese Gibson, Jay Harrington, Columbus Short, Nick Swardson, Wesley Jonathan, Christian Keyes
- sportowcy – Julius Erving, Cedric Ceballos, Rafer Alston, Gilbert Arenas, Manny Pacquiao, Shawn Marion, Terrell Owens, Allan Houston
- muzycy, piosenkarze – Tank, Michelle Williams, DJ Jay Bling, Ray J, Brandy Norwood
- celebryci – Tocarra Jones, Laura Govan

Skład drużyny tworzą w większości byli gracze And 1 Mixtape Tour.

## Zawodnicy Ball Up
- Aaron "AO" Owens (Filadelfia, Pensylwania)
- Grayson "The Professor" Boucher (Keizer, Oregon)
- Robin "Sik Wit It" Kennedy (Pasadena, Kalifornia)
- Troy "Escalade" Jackson (Nowy Jork) †
- Kenny "Bad Santa" Brunner (Compton, Kalifornia)
- Tony "Go Get It" Jones (Chicago, Illinois)
- Eric "Spinmaster" Holmes (Kalifornia)
- Jamal "Springs" Nelson (Detroit, Michigan)
- Jerry "Assasin" Dupree (Moreno Valley, Kalifornia)

- Patrick "Pat Da Roc" Robinson
- Taurian “Air Up There/Mr. 720” Fontenette (Hitchcock, Teksas)
- Hugh "Baby Shack" Jones (Waszyngton D.C.)
- Ryan "Special FX" Williams (Queens, Nowy Jork)
- Renaldo "Violator" Johnson (Montgomery, Alabama)
- Larry "Bone Collector" Williams (Pasadena, Kalifornia)
- Anthony "Mr Afrika" Pimble (Bronx, Nowy Jork)
- Gary "G" Smith (Phoenix, Arizona)
- Michael "Hawk" Hawkins
- DeAndre "Mosquito" Bray (Atlanta, Georgia)

† – oznacza, iż zawodnik nie żyje